# 林彭年
林彭年（1815年—？），初名殿芳，字龙基，号朝珊，广东南海江浦司上林村人。清朝官员。

## 生平
咸丰十年（1860年）庚申恩科一甲第二名进士，授翰林院编修。历任国史馆、武英殿、实录馆协修及纂修、提调官，富新仓监督官，改山东道监察御史。官至贵州镇远府知府。